# Număr piramidal pătratic

Reprezentare figurativă (geometrică) a numărului pătrat piramidal 30 = 1 + 4 + 9 + 16

Un număr pătratic piramidal, pătrat perfect piramidal  sau număr pătrat piramidal este un număr figurativ care reprezintă numărul de sfere stivuite într-o piramidă cu o bază pătrată. Numerele pătrat piramidale rezolvă, de asemenea, problema numărului de pătrate dintr-o grilă n × n. Numerele piramidale (cu n laturi triunghiulare) sunt adesea confundate cu numerele pătrat piramidale (cu 4 laturi).

## Exemple
Primele numere pătrate piramidale sunt:
1, 5, 14, 30, 55, 91, 140, 204, 285, 385, 506, 650, 819... 
Aceste numere pot fi exprimate prin formula:  
{\displaystyle P_{n}=\sum _{k=1}^{n}k^{2}={\frac {n(n+1)(2n+1)}{6}}={\frac {2n^{3}+3n^{2}+n}{6}}={\frac {n^{3}}{3}}+{\frac {n^{2}}{2}}+{\frac {n}{6}}.}
Acesta este un caz special al formulei lui Faulhaber și poate fi dovedit printr-o inducție matematică. O formulă echivalentă este dată în manuscrisul lui Leonardo Fibonacci, Liber Abaci (1202, ch. II.12).
În matematica modernă, numerele figurate sunt formalizate prin polinoame Ehrhart:
```
(
t
 + 1)(
t
 + 2)(2
t
 + 3)
/
6
 = 
P
t
 + 1
.
[
3
]
```

## Funcție generatoare exponențială
Funcția generatoare pentru numerele piramidale este:
{\displaystyle \mathbf {1} x+\mathbf {5} x^{2}+\mathbf {14} x^{3}+\mathbf {30} x^{4}+\mathbf {55} x^{5}+\ldots ={\frac {x(x+1)}{(x-1)^{4}}}.}

## Relația cu alte numere
Numerele piramidale pătrate pot fi, de asemenea, exprimate ca suma coeficienților binomiali:
{\displaystyle P_{n}={\binom {n+2}{3}}+{\binom {n+1}{3}}.}
Coeficienții binomiali care apar în această expresie prezentată sunt numere tetraedrice. Această formulă exprimă numerele piramidale ca suma a două numere, la fel ca orice număr pătratic este suma a două numere triunghiulare consecutive. În această sumă, unul dintre cele două numere tetraedrice reprezintă numărul de sfere din piramida pliată care sunt situate deasupra sau pe o parte a diagonalei bazei pătrate a piramidei; iar al doilea - reprezintă numărul de sfere situate pe cealaltă parte a diagonalei. Numerele piramidale sunt, de asemenea, legate de numerele tetraedrice după cum urmează::
{\displaystyle P_{n}={\frac {1}{4}}{\binom {2n+2}{3}}.}
Suma a două numere piramidale consecutive este un număr octaedric.